# André Rieu
André Léon Marie Nicolas Rieu (ur. 1 października 1949 w Maastricht) – holenderski skrzypek, kompozytor i dyrygent, założyciel Orkiestry Johanna Straussa.

## Życiorys
André Léon Marie Nicolas Rieu jest synem dyrygenta Orkiestry Symfonicznej w Maastricht, został wychowany w rodzinie z tradycjami muzycznymi. Od dziecka zafascynowany był muzyką orkiestrową, w wieku 5 lat rozpoczął naukę gry na skrzypcach. W latach 1968–1973 studiował w klasie skrzypiec w Konserwatorium Królewskim w Liège i Konserwatorium w Maastricht. W latach 1974–1977 kontynuował studia u André Gertlera w brukselskim Konserwatorium Królewskim, które ukończył z wyróżnieniem Premier Prix.
W 1987 utworzył Orkiestrę Johanna Straussa, która pierwotnie składała się z dwunastu muzyków. Pierwszy ich koncert został zagrany 1 stycznia 1988 roku. Obecnie w składzie orkiestry znajduje się 80–150 muzyków.

## Cechy charakterystyczne muzyki i koncertów
André Rieu podziela opinię, iż muzyka Johanna Straussa była ówczesną muzyką rozrywkową i teraz powinna być traktowana podobnie. Chociaż przeważającą część jego repertuaru stanowi muzyka poważna, sposób jej wykonania jest daleki od przyjętych zwyczajów. W czasie koncertów i na płytach, na przemian z dziełami Straussów i im współczesnych wykonywane są utwory ludowe z różnych krajów, muzyka filmowa oraz utwory powstałe jako składanka kilkunastosekundowych fragmentów kilku utworów.
W czasie występów André Rieu zmienia się z dyrygenta w solistę i odwrotnie. Zdarzało się, że muzyce orkiestry towarzyszyło uderzanie młotem kowalskim w kowadło i wystrzały rewolwerowe. Publiczność bywa zachęcana do wspólnego śpiewania partii operetkowych lub tańca.

## Życie prywatne
W 1975 roku wziął ślub ze swoją managerką Marjorie Kochmann, z którą ma dwóch synów: Marca (1978) i Pierre’a (1981). André Rieu mówi po niderlandzku, angielsku, francusku, niemiecku, włosku, hiszpańsku oraz w języku limburskim.

## Odznaczenia
- Kawaler Orderu Lwa Niderlandzkiego (Holandia, 2002)[3]
- Kawaler Orderu Sztuki i Literatury (Francja, 2009)[4]
- Złota Odznaka Honorowa za Zasługi dla Republiki Austrii (Austria, 2011)[5]

## Wybrana dyskografia
- Happy Together (2021)
- Magical Maastricht (2021)
- Jolly Holiday (2020)
- Shall We Dance? (2020)
- Happy Days (2019)
- Christmas Down Under in Sydney (2019)
- My Music My World, The Very Best Of (2019)
- Romantic Moments II (2018)
- Love in Maastricht (2018)
- Amore (2017)
- The Magic of Maastricht (2017)
- Magic of The Waltz (2016)
- Falling in Love (2016)
- Viva Olympia (2016)
- Wonderful World (2015)
- Roman Holiday (2015)
- Love Letters (2014)
- Love in Venice (2014)
- Magic of The Musiclas (2014)
- Magic of The Violin (2014)
- Rieu Royale (2013)
- Live on Maastricht VII (2013)
- Nuits magiques (2013)
- Live in Maastricht VI (2012)
- Live in Brazil (2013)
- Home for Christmas (2011)
- And the Waltz Goes On (2011)
- Moonlight Serenade (2011)
- Roses from the South (2010)
- My African Dream (2010)
- Live in Maastricht IV (2010)
- You Raise Me Up – Songs for Mum (2010)
- Live in Maastricht III (2009)
- Forever Vienna (2009)
- The Best of André Rieu (2009)
- Masterpieces (2009)
- You’ll Never Walk Alone (2009)
- I Lost My Heart in Heidelberg (2009)
- Live in Maastricht II (2008)
- Live in Australia (2008)
- Waltzing Matilda (2008)
- The 100 Most Beautiful Melodies (2008)
- Ich tanze mit dir in den Himmel hinein (2008)
- Live in Dublin (2007)
- Auf Schönbrunn (2006)
- New York Memories (2006)
- Songs from My Heart (2005)
- Christmas Around the World (2005)
- Live in Tuscany (2004)
- The Flying Dutchman (2004)
- New Year’s Eve in Vienna (2003)
- André Rieu at the Movies (2003)
- Live in Dublin (2003)
- Romantic Paradise (2003)
- Maastricht Salon Orkest – Serenata (2003)
- Love Around the World (2002)
- Dreaming (2002)
- Live at the Royal Albert Hall (2001)
- Musik Zum Träumen (2001)
- La Vie Est Belle (2000)
- Fiesta! (1999)
- Romantic Moments (1998)
- The Christmas I Love (1997)
- In Concert (1996)
- Strauss i Co (1995)